# 蕲春县第一高级中学
蕲春县第一高级中学（简称蕲春一中）是位于中国湖北省黄冈市蕲春县的一所高级中学，创办于1939年。该校占地212亩，建筑面积7.4万平方米；现有71个教学班，在校学生4616人，教职工404名。2009年6月，被授予“湖北省示范高中”称号。

## 学校历史
学校创办于1939年，历经多次迁址、更名，1951年迁址至蕲春县漕河镇豁口路126号，至今未变。1981年定现名。

## 所获荣誉
- 1980年成为湖北省首批108所重点中学之一。[3]
- 1981年被定为湖北省首批办好的重点中学之一。
- 2000年12月获“黄冈市示范学校”称号。
- 2009年6月被授予“湖北省示范高中”[2]。
- 2012年获“全国消防安全教育示范学校”。[4]

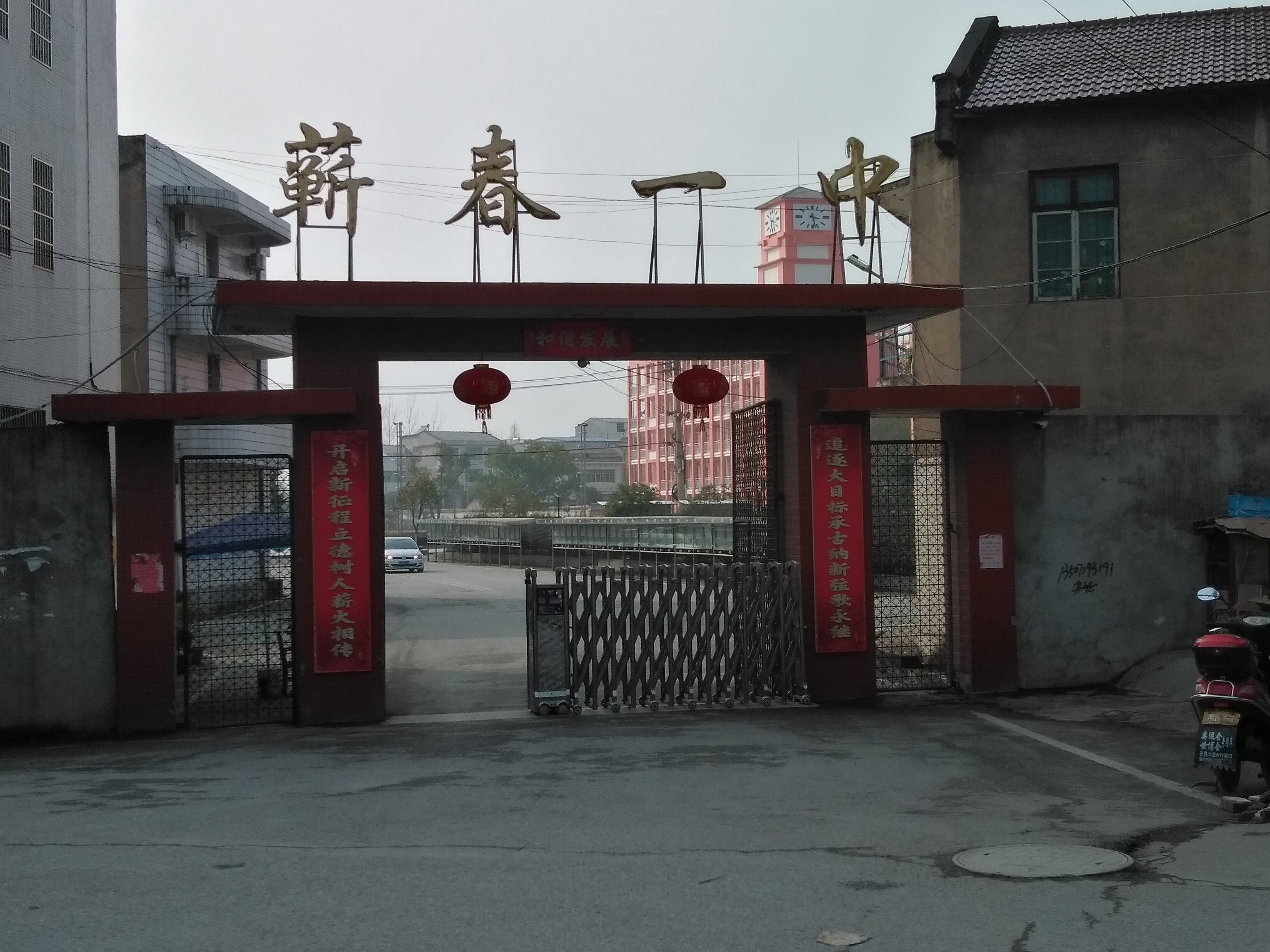
蕲春一中后门

- 2015年高考，蕲春一中的重点本科上线率过半。大文大理（不含艺术、体育类）过一本线728人，一本上线率达51.6%，660分以上10人。1205人超过二本线。有11-12人有望达到清华、北大录取线，位居全市各重点高中第一；过600分104人，有二人获全县文理科高考状元。[5]

## 跳楼事件
蕲春一中曾发生过多起跳楼事件:
- 2011年3月19日，蕲春一中高一（15）班男生王某深夜跳楼身亡[6]。
- 2016年3月1日早上6:10左右，蕲春一中高一（8）班学生熊某跳楼，最终因抢救无效死亡[7]。